# Stema Scoției

Royal coat of arms of Scotland

Stema Scoției este alcătuită dintr-un medalion cu un leu în mijloc. Cele doua simboluri-animale specifice Scotiei sunt leul si chiar inorogul.